# Егерский мост
Е́герский мост — несохранившийся арочный мост через Введенский канал в Санкт-Петербурге, по правой (северной) набережной Обводного канала.

## Название
Назван по находившимся поблизости казармам лейб-гвардии Егерского полка. До конца XIX века назывался 2-м Введенским мостом.

## История
Был построен в 1835 году по проекту, разработанному строителем Обводного канала майором Адриановым на основе проекта П. П. Базена. В 1884 году пролётное строение капитально отремонтировано. Работы производились под наблюдением инженера А. И. Штукенберга.
Это был однопролётный деревянный арочный мост. Пролётное строение состояло из 9 арок, собранных из сосновых брусчатых косяков. Каменные устои на свайном основании были облицованы кирпичом и бутом. Перильные ограждения состояли из чугунных тумб и решёток художественного литья.
В 1902—1903 годах правлением общества Московско-Виндаво-Рыбинской железной дороги взамен деревянного моста построен новый металлический арочный двухшарнирный. Пролётное строение состояло из 9 двухшарнирных клёпаных арок со сплошными стенками, с отверстием в свету 23,6 м. Чугунные перила были заменены железными простого рисунка. Длина моста составляла 25,8 м, ширина — 11,64 м.
В 1968 году мост был разобран при засыпке канала.